# I Need You
I Need You (с англ. — «Ты нужна мне») — песня группы «Битлз», впервые появившаяся на альбоме Help! в 1965 году. Песня была записана 15-16 февраля 1965 года и является второй (после «Don’t Bother Me», вышедшей на альбоме With the Beatles) песней Джорджа Харрисона, появившейся на альбомах «Битлз». Песня звучит также в фильме «На помощь!».

## Песня
Песня представляет собой относительно простой и меланхолический по настроению музыкальный номер. Звучание соло-гитары обогащается использованием педали эффектов — это первый случай использования Харрисоном этого устройства. Текст песни описывает переживания молодого человека, девушка которого больше не хочет с ним встречаться: «Пожалуйста, помни, что́ я чувствую по отношению к тебе, я не смогу жить без тебя, так что вернись ко мне и пойми, что́ ты значишь для меня; ты нужна мне».
Искренность текста песни связана с тем, что как раз в это время Харрисон переживал по поводу своих отношений с Патти Бойд (которую он встретил в марте 1964 года во время съёмок фильма «Вечер трудного дня»; в январе 1966 года они поженились).

## В записи участвовали
- Джордж Харрисон — основной вокал, соло-гитара
- Джон Леннон — подголоски, ритм-гитара
- Пол Маккартни — подголоски, бас-гитара
- Ринго Старр — ударные, сенсерро

## Другие версиипесни
Том Петти исполнил эту песню в качестве трибьюта на Концерте для Джорджа в 2002 году. Американский гитарист Les Fradkin на своём альбоме While My Guitar Only Plays (2005) представляет инструментальную версию песни.